# 伊尔伯斯海姆
伊尔伯斯海姆是德国莱茵兰-普法尔茨州的一个市镇。总面积6.11平方公里，总人口535人，其中男性270人，女性265人（2011年12月31日），人口密度88人/平方公里。